# Agaraeus sutschana
Agaraeus sutschana är en fjärilsart som beskrevs av Eugen Wehrli 1940. Agaraeus sutschana ingår i släktet Agaraeus och familjen mätare. Inga underarter finns listade i Catalogue of Life.